# Valzer della toppa
Il Valzer della toppa è una canzone scritta da Pier Paolo Pasolini per il testo e da Piero Umiliani per la musica, incisa da Laura Betti prima nell'LP Laura Betti con l'orchestra di Piero Umiliani pubblicato dall'etichetta Jolly e poi qualche anno dopo da Gabriella Ferri. È scritta in dialetto romanesco e racconta la storia di una prostituta che si ubriaca.